# Stellaria antoniana
Stellaria antoniana är en nejlikväxtart som beskrevs av C.R. Volponi. Stellaria antoniana ingår i släktet stjärnblommor, och familjen nejlikväxter. Inga underarter finns listade i Catalogue of Life.